# Fritillaria pellucida
Fritillaria pellucida är en ryggsträngsdjursart som beskrevs av Busch 1851. Fritillaria pellucida ingår i släktet Fritillaria och familjen bägargroddar. Inga underarter finns listade i Catalogue of Life.